# Я буду твоей
«Я буду твоей» (англ. I'll Be Yours) — кинофильм режиссёра Уильяма Сайтера, вышедший на экраны в 1947 году. Музыкальный ремейк картины Уильяма Уайлера «Добрая фея» по сценарию Престона Стёрджеса, который в свою очередь основан на пьесе Ференца Мольнара.

## Сюжет
Юная девушка Луиза переезжает из маленького провинциального городка в Нью-Йорк. Старый знакомый семьи устраивает её кассиршей в кинотеатре. В одной из забегаловок она знакомится с официантом Вексбергом и молодым принципиальным адвокатом Джорджем Прескоттом. Вексберг тайком проводит Луизу на официальный приём, где на неё обращает внимание пожилой богатый бизнесмен Дж. Конрад Нельсон. Чтобы уклониться от его ухаживаний, Луиза говорит, что замужем за Джорджем. Мистер Нельсон решает помочь сверхчестному адвокату и приглашает его на работу в свою фирму. Тем временем, Луиза на самом деле сходится с Джорджем, и ситуация окончательно запутывается...

## В ролях
- Дина Дурбин — Луиза Гинглбушер
- Том Дрейк — Джордж Прескотт
- Уильям Бендикс — Вексберг
- Адольф Менжу — Дж. Конрад Нельсон
- Уолтер Кэтлетт — мистер Бакингем
- Франклин Пэнгборн — брадобрей
- Уильям Тренк — капитан
- Джоан Шоли — блондинка
- Джон Филлипс — бандит

## Песни
Дина Дурбин сама исполняет в фильме все песни, включая «Гранаду» Агустина Лары и «Колыбельную» Иоганнеса Брамса.